# I. e. 635
Évszázadok: i. e. 8. század – i. e. 7. század – i. e. 6. század
Évtizedek: i. e. 680-as évek – i. e. 670-es évek – i. e. 660-as évek – i. e. 650-es évek – i. e. 640-es évek – i. e. 630-as évek – i. e. 620-as évek – i. e. 610-es évek – i. e. 600-as évek – i. e. 590-es évek – i. e. 580-as évek
Évek: i. e. 640 – i. e. 639 – i. e. 638 – i. e. 637 –  i. e. 636 – i. e. 635 – i. e. 634 – i. e. 633 – i. e. 632 – i. e. 631 – i. e. 630